# Na wolność
Na wolność – polski film fabularny z 1985 r. w reżyserii Andrzeja Konica.

## Fabuła
Młoda kryminalistka po opuszczeniu więzienia nie potrafi odnaleźć się w wolnym życiu. Nie ma też zamiaru podjąć pracy. Odrzuca kolejno kilka ofert a wolny czas spędza w kawiarniach. Zmuszona powszechnym w PRL obowiązkiem zatrudnienia pomaga swojej matce w prowadzeniu kiosku z warzywami. Gdy dziewczyną zaczyna się interesować przystojny dostawca towaru, dziewczyna kradnie matce pieniądze, aby mieć na ubrania i kosmetyki. Nie zdaje sobie sprawy z tego, że te pieniądze należą do jej adoratora, który przekazał je matce dziewczyny na przechowanie. Kiedy sobie uświadamia moralny aspekt popełnionego czynu, popada w depresje i targana złością na siebie i wstydem rani swego adoratora. Zgłasza się na milicję i przyznaje do przestępstwa, jednak adorator żywi do niej głębokie i szczere uczucie. Rozumie też jej postępowanie i wybacza jej wszystko nie wnosząc oskarżenia. Ostatnia scena filmu ma symboliczna wymowę: pokazuje bohaterkę, która zostaje zwolniona, lecz wyraźnie bojąc się wyjścia na wolność cofa się z powrotem w ciemność murów aresztu.

## Obsada
- Katarzyna Walter – Ula Malak
- Irena Kownas – Irena Wituska, matka Uli
- Eugeniusz Kamiński – Henryk Wituski, mąż matki Uli
- Jan Pęczek – Witek, dostawca warzyw
- Krzysztof Bauman – Kuba, znajomy Uli z dawnych czasów
- Lidia Michałuszek – koleżanka Uli z dawnych czasów
- Paweł Nowisz – dzielnicowy
- Józef Pieracki – dziadek Witka
- Bogdan Szcześniak – „Szekspir”, kolega Uli z dawnych czasów
- Sylwia Wysocka – Cześka